# 나야리트주

나야리트 주

나야리트주(스페인어: Nayarit)는 멕시코 서부에 위치한 주로 주도는 테픽이며 면적은 27,857km2, 인구는 1,118,468명(2012년 기준), 인구 밀도는 40명/km2이다. 1917년 1월 26일에 신설되었으며 20개 지방 자치체를 관할한다. 북서쪽으로는 시날로아주, 북쪽으로는 두랑고주, 북동쪽으로는 사카테카스주, 남쪽으로는 할리스코주, 서쪽으로는 태평양과 접한다.

주기
주 문장

## 인구
| 연도 | 인구      | ±%     |
| ---- | --------- | ------ |
| 1895 | 149,807   | —      |
| 1900 | 150,098   | +0.2%  |
| 1910 | 171,173   | +14.0% |
| 1921 | 163,183   | −4.7%  |
| 1930 | 167,724   | +2.8%  |
| 1940 | 216,698   | +29.2% |
| 1950 | 290,124   | +33.9% |
| 1960 | 389,929   | +34.4% |
| 1970 | 544,031   | +39.5% |
| 1980 | 726,120   | +33.5% |
| 1990 | 824,643   | +13.6% |
| 1995 | 896,702   | +8.7%  |
| 2000 | 920,185   | +2.6%  |
| 2005 | 949,684   | +3.2%  |
| 2010 | 1,084,979 | +14.2% |
| 2015 | 1,181,050 | +8.9%  |
| 2020 | 1,235,456 | +4.6%  |